# Phoenix (musikgrupp)
Phoenix är ett franskt poprockband bestående av sångaren Thomas Mars, basisten Deck D'Arcy och de två gitarristerna Christian Mazzalai och Laurent Brancowitz.
Bandet bildades från början i en Parisförort där bandmedlemmarna kom från och 1999 tog de namnet Phoenix. De släppte en singel på sin egen skivetikett Ghettoblaster. A-sidan var en punkrocklåt medan B-sidan var en krautrock-låt, vilket vittnar om bandets spridda influenser. Efter ett tag fick Phoenix kontrakt med skivbolaget Source Records dit även bandet Air hörde. Phoenix influerades av Airs elektroniska ljudbild och resultatet visades på debutplattan United som kom år 2000. På skivan gästmedverkar flera av andra franska tongivande akter, bland andra Thomas Bangalter från Daft Punk och Phillipe Zdar från Cassius. Skivan fick många att upptäcka bandet med det tillbakalutade, sofistikerade soundet. Ett stort fan är regissören Sofia Coppola som använde hitsingeln "Too Young" i sin film Lost in Translation (2003). Hon gifte sig med Mars i augusti 2011.
Efter några års tystnad släppte Phoenix det andra albumet Alphabetical år 2004. Från denna platta släpptes två singlar ("Everything is Everything" och "Run Run Run") som blev stora framgångar för bandet.
Det tredje albumet It's Never Been Like That kom ut i maj 2006. Skivan sålde stort i bland annat Storbritannien och låten "Long Distance Call" blev en hit.

## Diskografi
- 2000 – United
- 2004 – Alphabetical
- 2006 – It's Never Been Like That
- 2009 – Wolfgang Amadeus Phoenix
- 2013 – Bankrupt!
- 2017 – Ti Amo